# 부산 도시철도 4호선
부산 도시철도 4호선(釜山 都市鐵道 4號線)은 대한민국 부산광역시 동래구 온천동에 있는 미남역과 부산광역시 기장군 철마면 안평리에 있는 안평(고촌주택단지)역을 잇는 부산 도시철도 노선이다. 대한민국에서 최초의 상업 운송용 경전철 시스템이자, 김포골드라인 등 민간자본이 아닌 대구 도시철도 3호선 및 인천 도시철도 2호선과 마찬가지로 공공 사업으로 진행된 경전철이다. 당초 미남역에서 분기한 3호선 일부로 계획됐으나 경전철로 계획이 변경된 이후엔 시스템 체계가 달라 별개로 분리됐다. 노선 안내 색상은 밝은 파랑(●)이다. 통행방향은 어디서든 우측통행이다.

## 개요
과거 부산광역시에서 내놓은 구상에 따르면 대저 ~ 미남 ~ 반송 구간이 본선, 미남 ~ 수영 구간이 지선이었다. 건설교통부(현 국토교통부)의 허가를 받을 당시에는 미남 ~ 반송 구간이 지선, 대저 ~ 미남 ~수영 구간이 본선으로 바뀌었고, 당초 서울 지하철 5호선이 강동역에서 상일동역 방면 본선과 마천역 방면 지선을 분기하여 운행하는 형태로 열차를 운행할 예정이었다. 그러나 IMF 사태를 겪으면서 예산 문제로 진통을 겪게 되자, 3호선의 반송지선은 경전철로 건설하기로 결정하였고, 결국 운행 방식 등이 1단계 구간과 달라져 완공 후 다른 노선으로 구분될 예정이었다. 2009년 5월 부산교통공사는 기존의 3호선과 별개의 시스템을 적용하고 있다는 이유로 반송선의 노선 명칭을 바꾸기 위해 관련 행정 절차를 진행하고 있다고 밝혔고, 같은 해 11월 부산 도시철도 4호선으로 개칭되었다.

## 역사
- 1995년 2월: 최초 3호선 기본 계획 수립
- 2003년 12월 3일: 2단계(당시 부산 도시철도 3호선 지선(반송선)) 미남~안평 구간 착공
- 2009년 11월 11일: 부산 도시철도 3호선 지선(반송선)에서 부산 도시철도 4호선으로 분리
- 2011년 3월 30일: 미남(광혜병원)~안평(고촌주택단지)역 구간 개통

### 문화재 발굴
4호선은 한 때 같은 노선으로 구분되었던 3호선에 비해 완공까지 상당히 오랜 시간이 걸렸다. 이는 다양한 외부 요인이 있었기 때문인데, 특히 옛 동래읍을 지나는 노선 때문에 공사 현장에서 많은 문화재가 발견되었고 이에 대한 처리과정에서 오랜 시간이 걸렸기 때문이다. 가령 수안역 인근에서는 조선왕조실록 등 문헌에만 남아 있었던 동래읍성 해자가 발굴되었고, 안평차량사업소 인근에서는 3국 및 조선시대 무논이 발견되었다. 유물의 역사학적 가치가 높기 때문에 전체적으로 공기(工期)가 연장되는 원인이 되었다. 수안역 부지에서 발견된 유물들 중 일부는 수안역 내부의 동래읍성임진왜란역사관에 전시되었고, 이 역사관은 이후 2011년 1월 28일 개관하였다.

## 노선 정보

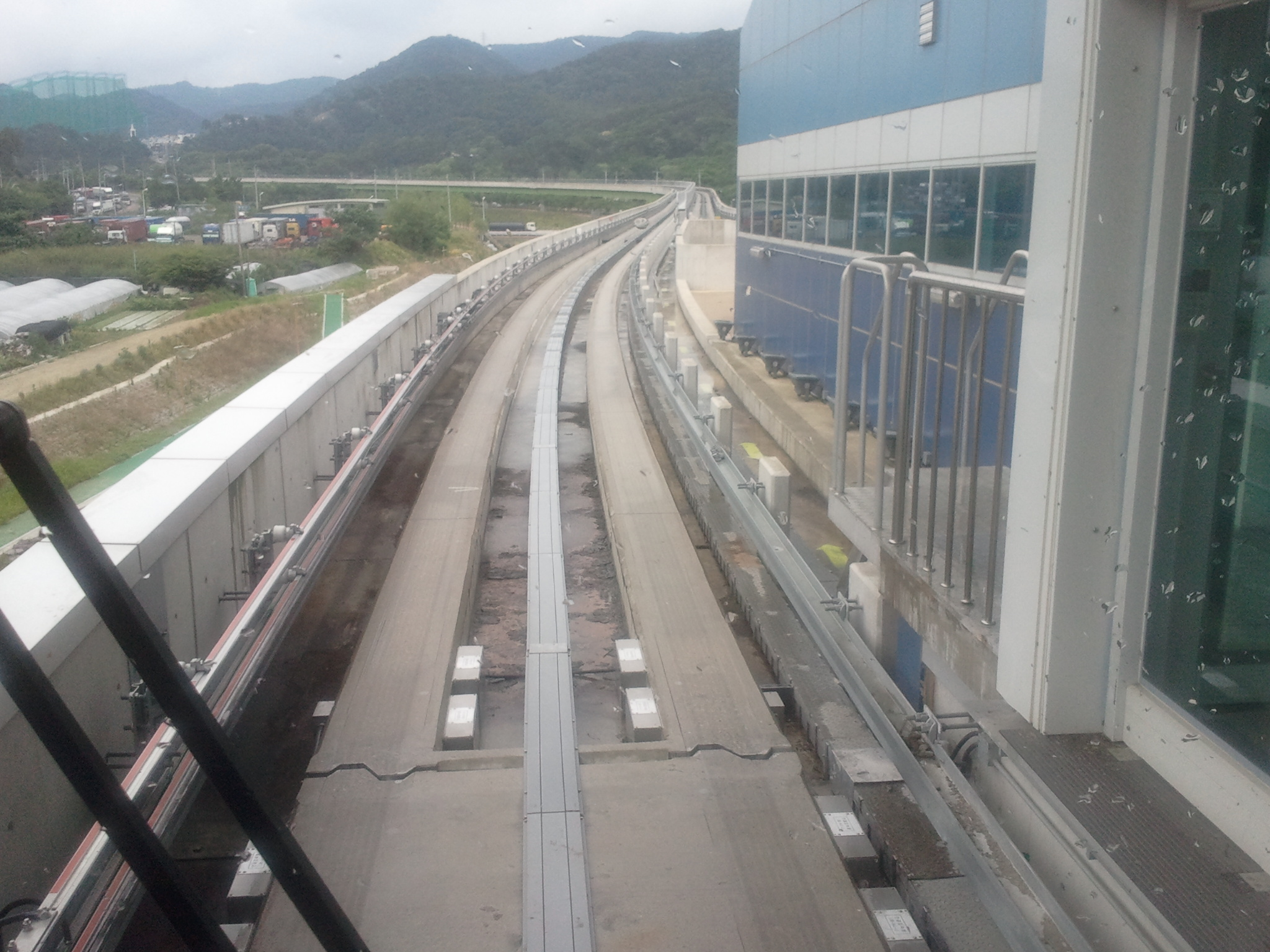
부산 지하철 4호선 선로

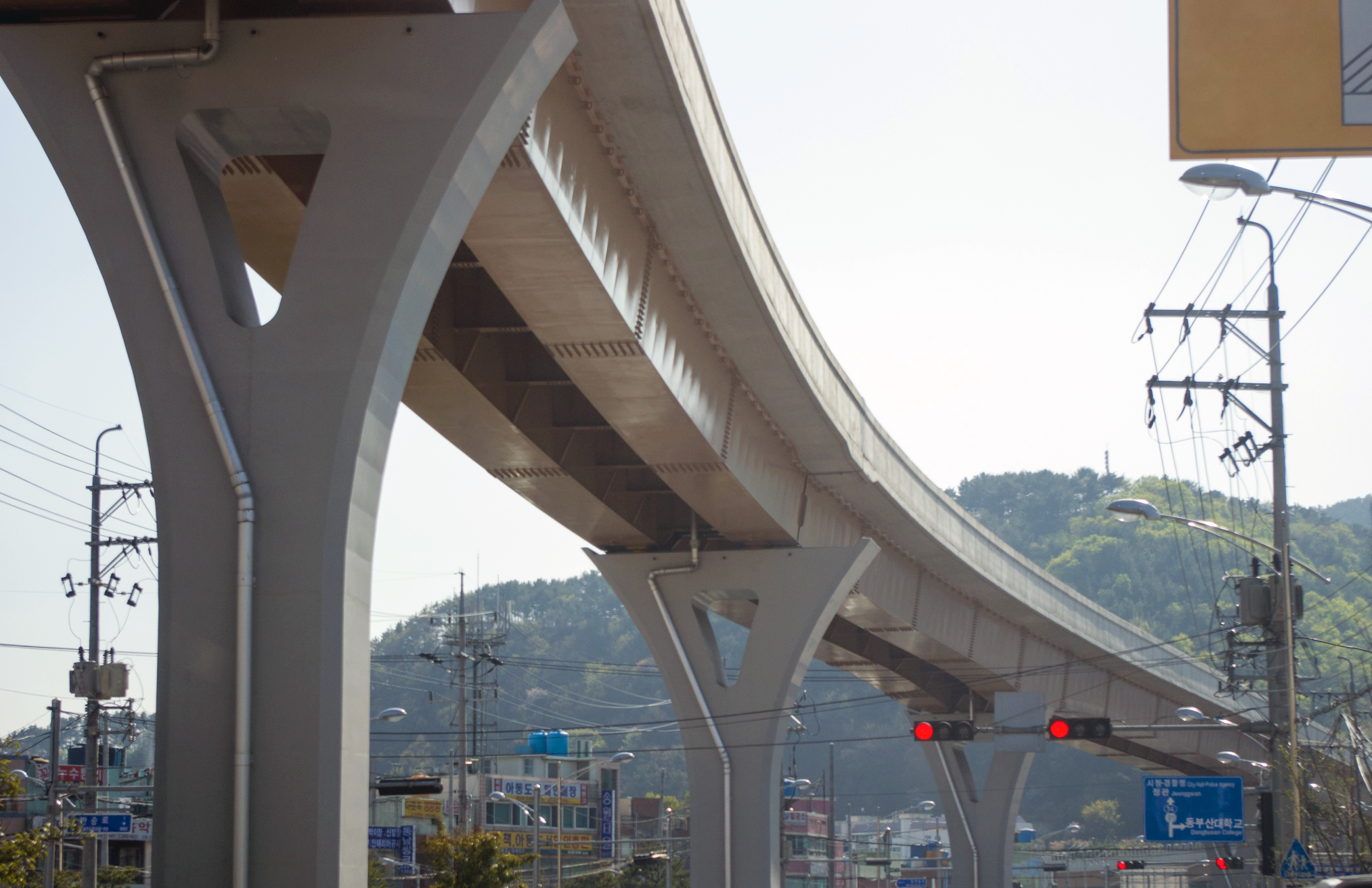
지상구간의 교각

평소 정체를 겪고 있는 동래구, 해운대구 반송동 구간의 교통난 해소를 목적으로 하였으며 개통 후 도시 철도가 없는 기장군 지역 중 철마면 일대가 철도의 혜택을 받을 수 있게 되었다. 또한 동래역과 미남역에서 환승이 가능하여 북구, 사상구 지역에서 동래구, 금정구 지역으로의 이동이 수월해지게 되었다. 2011년 3월 30일 전 구간이 개통되었다.
- 총 연장: 12.0 km (전 구간 복선)
- 건설 및 운영기관 : 부산교통공사
- 궤도: 철제 궤도 없이 콘크리트 도상을 운행
- 역 수: 14개 역(지하역 8개, 반지하역 1개, 지상역 5개)
- 가전 전압: 직류 750 볼트(제 3궤조 방식)
- 차량기지 1개소((안평차량사업소 : 4호선 전동차의 검수)), 스크린도어 전 역에 설치

부산교통공사 측에서는 4호선의 운영을 중앙 관제 시스템을 통하여 관리하며, 역무원을 상시 배치하지 않고 순환 근무시키기로 했다. 또한 4호선에서 5무 정책을 시행하기로 발표하였다. 부산 도시철도 노동조합 측에서는 2009년 4월 7일 성명을 내어, 기관사 및 역무원이 없으면 비상 사태에 대처할 수 없고, 무인 운전 시 교통 약자의 접근성 문제가 생기기 때문에 부산교통공사의 방침을 수용할 수 없다고 밝혔다. 기장군은 특히 이 노선을 일광역 인근까지 연장하기 위해 큰 노력을 하고 있다. 사업비의 20%를 기장군 자체에서 부담하겠다는 의사를 표시하였고, 특히 고리원자력발전소 사고시 가장 확실한 대피수단이라는 전략적인 목적도 있어서 기장군은 노선 연장에 큰 의욕을 보이고 있다.

## 차량
4호선에는 대한민국형 표준 경전철 모델인 K-AGT 기반의 부산교통공사 4000호대 전동차가 다닌다. 제작사는 우진산전이다. 고무 차륜을 사용하며, 중전철이나 철제차륜 경전철과 달리 제3궤조 콘크리트 도상에서 움직인다. 철제 차륜에 비해 가감속이 유리하고 소음, 진동이 적어 상대적으로 짧은 역간 간격이나 대도시의 도심에서 운행되기에 유리하다. K-AGT 설계는 1999년부터 시작되었고, 7년 만에 개발이 완료되어 경부선 경산시 구간에 있는 시험선에서 운행 시험을 마쳤다. 기존 부산 도시철도 전동차의 중량은 20~25톤/량, 최고속력은 80 km/h인 데 반해 경전철은 중량이 12톤/량이고 최고속력은 70 km/h 정도이다. 빠른 가감속으로 시격을 낮출 수 있어 러시아워(RH)때는 90초에 한 번을 운행할 수 있다. 4호선 전동차는 대한민국 최초의 3궤조 방식 전동차이다. 따라서 상단부에는 팬터그래프가 없으며, 차체 역시 전체적으로 둥근 모양이다. 기관사 없이 무인 운전으로 운행되며, 폐쇄된 운전실 없이 차량 앞뒤가 열려 있어서 근처 경치를 자유롭게 볼 수 있다.
- 편성: 6량 1편성 (17편성, 102량)
- 크기: 차체길이 9,140mm·차체폭 2,400mm
- 조성: 6M(전량 동력차로 구성)

MC - M - M - M - M - MC
MC - 운전실이 있는 동력차 / M - 동력차 / 제 3궤조 방식
- 급전 방식: 제3궤조 방식의 급전 (팬터그래프 없이 전동차 하부에서 급전)
- K-AGT 제작사: 우진산전

## 비상핸들 작동 시 주의사항
- 터널내에 선로 옆에는 항상 전기가 흐르고 있어 무단으로 임의하차 시 감전 위험이 있다.

## 역 목록
| 역 번호 | 역명                                  | 로마자 역명                                    | 일본어 역명    | 중국어(간체) 역명 | 접속 노선             | 역간 거리 | 영업 거리 | 소재지     | 소재지   |
| ------- | ------------------------------------- | ---------------------------------------------- | -------------- | ----------------- | --------------------- | --------- | --------- | ---------- | -------- |
| 401     | 미남(광혜병원)                        | Minam(Gwanghye Hospital)                       | 美南           | 美南              | ● 부산 도시철도 3호선 | -         | 0.0       | 부산광역시 | 동래구   |
| 402     | 동래                                  | Dongnae                                        | 東萊           | 东莱              | ● 부산 도시철도 1호선 | 1.0       | 1.0       | 부산광역시 | 동래구   |
| 403     | 수안(동래읍성임진왜란역사관·힘찬병원) | Suan                                           | 寿安           | 寿安              |                       | 0.7       | 1.7       | 부산광역시 | 동래구   |
| 404     | 낙민                                  | Nangmin                                        | 楽民           | 乐民              |                       | 0.7       | 2.4       | 부산광역시 | 동래구   |
| 405     | 충렬사(안락·부산항운병원)             | Chungnyeolsa                                   | 忠烈祠         | 忠烈祠            |                       | 0.7       | 3.1       | 부산광역시 | 동래구   |
| 406     | 명장                                  | Myeongjang                                     | 鳴蔵           | 鸣藏              |                       | 0.7       | 3.8       | 부산광역시 | 동래구   |
| 407     | 서동                                  | Seo-dong                                       | 書洞           | 书洞              |                       | 1.0       | 4.8       | 부산광역시 | 금정구   |
| 408     | 금사                                  | Geumsa                                         | 錦糸           | 锦丝              |                       | 0.8       | 5.6       | 부산광역시 | 금정구   |
| 409     | 반여농산물시장                        | Banyeo Agricultural Market                     | 盤如農産物市場 | 盘如农产品市场    |                       | 0.8       | 6.4       | 부산광역시 | 해운대구 |
| 410     | 석대                                  | Seokdae                                        | 石坮           | 石坮              |                       | 1.2       | 7.6       | 부산광역시 | 해운대구 |
| 411     | 영산대(아랫반송)                      | Youngsan Univ.(Araetbansong)                   | 霊山大学       | 灵山大学          |                       | 1.4       | 9.0       | 부산광역시 | 해운대구 |
| 412     | 윗반송                                | Witbansong                                     | 上盤松         | 上盤松            |                       | 1.1       | 10.1      | 부산광역시 | 해운대구 |
| 413     | 고촌                                  | Gochon                                         | 古村           | 古村              |                       | 0.8       | 10.9      | 부산광역시 | 기장군   |
| 414     | 안평(고촌주택단지)                    | Anpyeong(A Residential Complex in the Village) | 安平           | 安平              |                       | 1.1       | 12.0      | 부산광역시 | 기장군   |

## 노선
스크린도어는 14개 전(全)역사에 설치되어 있으며, 난간형인 경전철운영사업소내의 안평기지간이역을 제외한 13개역 전부 밀폐형이다.
- 미남부터 금사까지는 지하역이며 반여농산물시장은 반지하역, 석대~안평 구간이 지상역이다.
- 환승은 미남역에서 3호선, 동래역에서 1호선과 가능하다. 동해선 복선 전철화가 부전역부터 일광역까지 완료되어 전동차가 운행되어 4호선 낙민역에서 동해선 역까지 30분 내에 이동하면 환승이 가능하다.
- 2010년 1월 28일 부산교통공사에서 4호선 역명 제정을 위한 1차 역명 심의위원회를 개최하였다. 미남~금사, 석대역은 역명이 거의 확정되었고, 반여농산물시장역, 고촌역, 안평역은 복수 의견이 나왔으며, 하반송역(영산대역)과 상반송역(동부산대학역)은 지역 주민들 간의 이견과 소재 대학교 때문에 어려움을 보였다.[15] 2010년 2월 24일에 개최된 2차 위원회에서 역명을 확정하였다.[16]
- 이 외 안평차량사업소 내부에 안평기지간이역도 있으나, 정식으로 영업하는 역사가 아닌 임시역이다. 따라서 단순 도시철도 이용 목적으로 들어갈 수 없으며, 경비실을 등지고 본 시점에서 왼쪽에 들어온 차량은 미남역 방면으로 돌아가고, 오른쪽으로 들어온 차량은 안평차량기지로 입고한다. 안평기지간이역 밖에는 경전철 홍보관과 휴메트로 테마파크가 있으며, 들어가기 전 반드시 경비실에서 검문을 받아야 한다. 오후 5시 이후에는 경비실에서 출입을 금한다.
- 14개 모든 역사에서 승강장 반대편 이동이 가능하다.

### 연장 방안

#### 4호선 기장 연장
기존에 부산광역시 기장군 철마면 안평리까지 4호선이 들어서 있는 것을 국도 제14호선인 반송로를 따라 만화리 등을 거쳐 많은 주민이 거주하는 기장 읍내의 동해선 기장역까지 연장하는 방안이다. 안평-기장읍 간의 수요가 적고 지형 상의 문제도 있어서 부산시의 재정 여건상 부산 도시철도 건설 우선순위에서 밀려 있다. 이후 기장군은 교리 지역에 편중되어 있던 노선을 기장읍 시가지를 통과하도록 노선을 일부 수정하여 경제성 향상 효과를 거뒀으며, 부산시는 기장선을 2013년 상반기 부산 도시철도 예비타당성 조사 대상사업으로 선정하였다.

#### 4호선 일광 연장
기장군은 기존 기장 연장인 교리역에 이어 일광 신도시 근처 일광역까지 연장을 추진하고 있다. 그러나 동해선과 거의 일치하는 문제 때문에 장기적 추진 노선으로 미루어졌다.

#### 4호선 당감·영도 연장
2016년 운영사의 운영 포기로 백지화된 초읍경전철 계획을 대체하는 것으로, 노선을 미남역에서 오래 전부터 궤도계 교통수단이 부족했던 지역들인 사직운동장, 초읍동 부산어린이대공원, 부산시민공원, 부암동, 당감동, 부산항여객터미널을 거쳐 영도까지 연장하는 방안이다. 하지만 너무긴 구간을 한번에 연결하긴 어려우므로 일단 초읍/당감 방면으로 2호선 동의대역까지 환승연결하는 방안을 우선적으로 검토하는거 같다.

## 사고
부산 도시철도 4호선은 대한민국 최초로 무인 시스템을 실제로 적용한 경전철 이어서, 이에 대한 논란도 끊이지 않았다. 실제로 4호선이 개통된 이후로 거의 매일 고장이 나기도 하였다. 또한 사고가 일어날 때마다, 교통공사는 사고와 관련하여 적극적인 공지를 하지 않아서, 노조의 반발을 샀다. 결국 부산교통공사는 부산 도시철도 4호선에 대해 한시적으로 무인운전에서 유인운전으로 전환하였지만, 이는 무인운전을 기초로 한 일시적인 안정화 작업이었기 때문에, 논란은 계속되었다. 2011년 6월에도 4호선 전구간 운행중단 사태가 재발하는 등 사고가 속출하자, 부산지하철 노조와 부산 경실련 등 부산지역 시민단체에서는 부산 4호선에 관한 토론회를 개최하였다. 그러나 부산교통공사가 불성실한 태도로 일관하여, 토론회는 원활하지 못하였다. 2011년 8월 13일에는 미남역의 선로전환기 고장으로 1시간 10분동안 운행이 전면 중단되었다. 이에 대해 부산교통공사는 4호선 안정화 대책을 9월까지 연장하기로 발표하였으며 9월 실적에 따라 10월부터 완전 무인운전을 할 계획이라고 밝혔다. 2011년 10월부터 안전운행요원을 역사로 전환배치를 하였는데, 공사는 2011년 10월 한 달 동안 5분 이상 운행이 지연되는 중대한 장애가 없었다고 언급하였다. 총 6건의 출동이 있었는데, 그 중 한 건은 안평역에서 한 승객이 비상열림장치를 잘못 만져 3분 동안 운행이 지연된 것이다. 나머지 5건은 열차내 LCD표시 불량(10월 6일 반여농산물시장역), 열차 안내방송 먹통(7일 서동역), 출입문 닫힘장애(8일) 등 사소한 장애로 나타났다.

## 같이 보기
- 부산 도시철도
- 경전철
- 대구 도시철도
- 광주 도시철도
- 대전 도시철도
- 수도권 전철